# Onthophagus fodiens
Onthophagus fodiens là một loài bọ cánh cứng trong họ Bọ hung (Scarabaeidae).